# Moravany (powiat Michalovce)
Moravany – wieś (obec) na Słowacji położona w kraju koszyckim, w powiecie Michalovce. Pierwsze wzmianki o miejscowości pochodzą z roku 1247.
Według danych z dnia 31 grudnia 2012, wieś zamieszkiwało 1047 osób, w tym 550 kobiet i 497 mężczyzn.
W 2001 roku pod względem narodowości i przynależności etnicznej 99,51% mieszkańców stanowili Słowacy.
Ze względu na wyznawaną religię struktura mieszkańców kształtowała się w 2001 roku następująco:
- katolicy rzymscy – 64,39%
- grekokatolicy – 23,05%
- ewangelicy – 5,54%
- prawosławni – 0,89%
- ateiści – 0,89%
- nie podano – 0,89%